# Batalla de Angora
La batalla de Angora o  batalla de Ankara fue librada el 20 de julio de 1402 entre Beyazid I, sultán del Imperio otomano, y Tamerlán, emir gobernante del Imperio timúrida, en la llanura de Çubuk, 34 km al noroeste de la ciudad de Ankara, en Anatolia (actual Turquía).

## Antecedentes
A la sazón el Imperio otomano había casi completado la conquista de los antiguos dominios del Imperio bizantino, infligiendo graves derrotas a Serbia y a los caballeros cruzados francos. Tamerlán, por su parte, había utilizado sus dominios cerca de Samarcanda para crearse un imperio que iba desde Rusia hasta China. En su arrolladora invasión de Oriente Medio, fatalmente debía medir fuerzas con los otomanos, principal referente político de la zona.
Beyazid había cometido lo que luego probó ser un error: en 1400, intentó imponer su soberanía sobre el emir Taherten, súbdito de Temür (quien le tenía gran aprecio por su labor como guardián de sus fronteras en el Asia Menor, a punto de haberle regalado un elefante que había capturado en su campaña a la India), que gobernaba en Erzincan y Erzurum. Para ello, Beyazid se valió de Qara Yusuf, jefe de la horda de la Oveja Negra y enemigo de Temür. En apoyo de su vasallo, Temür se dirigió al Asia Menor en agosto de 1400. Pero mientras Temür guerreaba con los mamelucos en Siria, Beyazid tomó Erzincan, capturando a la familia de Taherten. Temür no tomó represalias de inmediato, sino que pasó el invierno de 1401-1402 en Karabaj, y la primavera de 1402 en las fronteras de Georgia, para invadir finalmente el Imperio otomano en junio de 1402. Restauró a Taherten en Erzincan, revistó a sus tropas en la planicie de Sivas y, por la vía de Kayseri, se dirigió hacia Ankara, donde se hallaba su enemigo. 

## La batalla
La batalla duró desde las seis de la mañana hasta el anochecer, y según cronistas de la época involucró a cerca de un millón de hombres. Esta cifra parece exagerada, pero considerando las disponibilidades de tropa de ambos rivales, es razonable estimar al menos que entre 400 y 500 mil soldados participaron en la batalla. Beyazid había llevado contingentes de todos los pueblos conquistados. Pero si bien los serbios y su rey Stefan permanecieron leales, pagando así una deuda de honor contraída en los tratados posteriores a la batalla de Kosovo, los turcos de Aydin, Mentese, Saruhan y Kermian, viendo a sus príncipes entre las fuerzas de Temür, cambiaron de lado. Temür parece haber hecho muy buen uso de los elefantes que había traído de la India.
El ejército turco-mongol, ubicado aguas arriba del arroyo Çubuk (que fluye desde la actual villa del mismo nombre hacia Ankara), logró (según sostiene Turgut Dincer)  mediante una obra de ingeniería realizar una división de las aguas del arroyo, privando de agua al ejército otomano. Las temperaturas en la meseta anatolia, en pleno verano, alcanzan y superan los 35.o C, y los comandantes otomanos se vieron obligados a intentar recuperar el suministro de agua, lo que facilitó un movimiento envolvente de las tropas de Temür, arrasando los flancos del adversario. 
Beyazid luchó durante todo el día, a la cabeza de 10.000 jenízaros y de las tropas serbias. Finalmente, al atardecer decidió retirarse después de ver a su guardia aniquilada. Pero su caballo cayó muerto y fue hecho prisionero junto con uno de sus hijos.

## Consecuencias

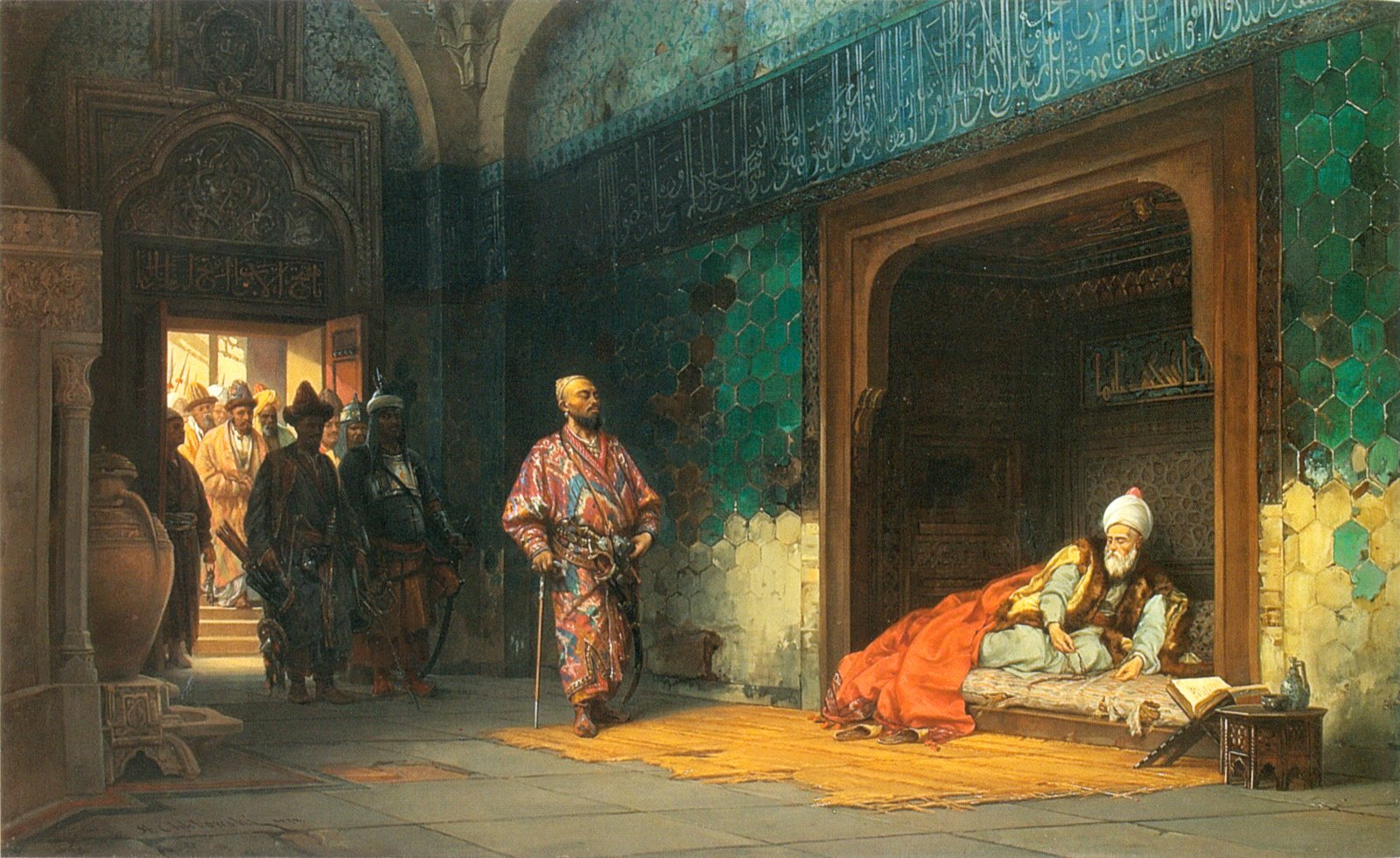
Beyazid cautivo por Tamerlán, pintura de 1878 por Stanisław Chlebowski, en la Galería Municipal de Arte de Leópolis, Ucrania.

Beyazid, humillado por el desastre, moriría poco después el 9 de marzo de 1403. Tamerlán, por su parte, continuaría su campaña en Asia Menor arrasando la capital otomana, Bursa, y el enclave cristiano de los Caballeros de Rodas en Esmirna. Los otomanos quedaron reducidos a poco más que el norte de Frigia, Bitinia y Misia, los Balcanes y lo que restaba del Imperio bizantino. Aun así Tamerlán desistió de seguir atacando los dominios otomanos y se embarcó en una expedición a China en la que pereció, y con ello, la amenaza que este significaba para los otomanos. De todas maneras, Tamerlán, le dio a los otomanos una fuerte sacudida que provocaría un periodo conocido como Interregno otomano, costándoles al menos un par de décadas recuperarse del golpe recibido.